# Municipio de Wakpala
El municipio de Wakpala (en inglés: Wakpala Township) es un municipio ubicado en el condado de Corson en el estado estadounidense de Dakota del Sur. En el año 2010 tenía una población de 301 habitantes y una densidad poblacional de 5,7 personas por km².

## Geografía
El municipio de Wakpala se encuentra ubicado en las coordenadas 45°42′7″N 100°35′6″O / 45.70194, -100.58500. Según la Oficina del Censo de los Estados Unidos, el municipio tiene una superficie total de 52.77 km², de la cual 52,59 km² corresponden a tierra firme y (0,33 %) 0,18 km² es agua.

## Demografía
Según el censo de 2010, había 301 personas residiendo en el municipio de Wakpala. La densidad de población era de 5,7 hab./km². De los 301 habitantes, el municipio de Wakpala estaba compuesto por el 1 % blancos, el 96,68 % eran amerindios, el 0,33 % eran de otras razas y el 1,99 % eran de una mezcla de razas. Del total de la población el 2,33 % eran hispanos o latinos de cualquier raza.